# Karate Chop
«Karate Chop» — песня американского рэпера Фьючера из его второго студийного альбома Honest. Песня была спродюсирована Metro Boomin и первоначально содержала участие рэпера Casino. Однако в ремиксе на эту песню появился американский рэпер Лил Уэйн. Ремикс был выпущен в качестве лид-сингла альбома 19 февраля 2013 года. Песня получила одобрение музыкальных критиков, дебютировала на позиции № 100 в Billboard Hot 100 и с тех пор достиг максимума на 82-м месте.

## Отзывы
Песня получила одобрение музыкальных критиков. Издание Pitchfork Media поставило её на 80-е место в списке 100 лучших песен 2013 года: «Его стаккато-обогащённые рифмы, в высшей степени наркотическое исполнение и компьютерный вой сводят его стихи к мешанине фонем, на которые нужно прищуриться, чтобы распознать их как настоящие слова. В сочетании с битом от продюсера-вундеркинда Metro Boomin', в котором синтезированная гитара в духе Хендрикса сочетается с рожками в стиле Inception, песня объявила о его новом стремлении обновить психоделию 60-х годов для цифровой эпохи».
50 Cent сказал New Musical Express, что от этой песни ему захотелось танцевать: «Это парень, в котором есть рок-н-ролл: он пьёт, употребляет наркотики и сумасшедший. Хип-хоп сейчас намного разнообразнее, чем когда-либо, и Фьючер, на мой взгляд, лучше всего представляет этот безумный, непохожий мир».

## Споры
Песня вызвала много споров из-за текста в куплете рэпера Лил Уэйна. Слова песни «Beat that pussy up like Emmett Till» вызвали много критики и гнев семьи Тилла. Эмметт Тилл был 14-летним мальчиком, которого убили в 1950-х годах за то, что он якобы флиртовал с белой женщиной. Epic Records извинились за эту строчку и постарались снять песню с производства. Фьючер упомянул в интервью MTV, что он уверен, что Уэйн не хотел причинить вреда, заявив: «Эта запись была сделана с хорошей точки зрения, хорошее искусство, у него не было никаких плохих намерений, когда он думал об этом таким образом». Песня была официально переиздана с отредактированной строчкой из куплета. (В версии, которая появилась на альбоме Honest, отредактировано только имя Тилла). 3 мая 2013 года из-за текста песни Лил Уэйн отказался от сотрудничества с Mountain Dew.

## Чарты
| Чарт (2013)                           | Высшая позиция |
| ------------------------------------- | -------------- |
| США (Billboard Hot 100)               | 82             |
| США (Billboard Hot R&B/Hip-Hop Songs) | 27             |
| США (Billboard Hot Rap Songs)         | 19             |

| Чарт (2013)                           | Позиция |
| ------------------------------------- | ------- |
| США Hot R&B/Hip-Hop Songs (Billboard) | 72      |